# Правда (Первомайський район, Алтайський край)
Пра́вда (рос. Правда) — селище у складі Первомайського району Алтайського краю, Росія. Входить до складу Березовської сільської ради.

## Населення
Населення — 436 осіб (2010; 447 у 2002).
Національний склад (станом на 2002 рік):
- росіяни — 91 %